# Norvégia a 2000. évi nyári olimpiai játékokon
Norvégia az ausztráliai Sydneyben megrendezett 2000. évi nyári olimpiai játékok egyik részt vevő nemzete volt. Az országot az olimpián 15 sportágban 93 sportoló képviselte, akik összesen 10 érmet szereztek.

## Érmesek
| Érem  | Versenyző | Sportág       | Versenyszám                |
| ----- | --- | ------------- | -------------------------- |
| Arany | Trine Hattestad | Atlétika      | Női gerelyhajítás          |
| Arany | Knut Holmann | Kajak-kenu    | Férfi kajak egyes 500 m    |
| Arany | Knut Holmann | Kajak-kenu    | Férfi kajak egyes 1000 m   |
| Arany | Nemzeti válogatott Kristin Bekkevold Christine Bøe Jensen Gro Espeseth Ragnhild Gulbrandsen Solveig Gulbrandsen Margunn Haugenes Silje Jørgensen Monica Knudsen Gøril Kringen Unni Lehn Dagny Mellgren Bente Nordby Marianne Pettersen Anita Rapp Hege Riise Brit Sandaune Anne Tønnessen | Labdarúgás    | Női                        |
| Ezüst | Kjersti Tysse-Plätzer | Atlétika      | Női 20 km gyaloglás        |
| Ezüst | Olaf Tufte Fredrik Bekken | Evezés        | Férfi kétpárevezős         |
| Ezüst | Trude Gundersen | Taekwondo     | Női váltósúlyú             |
| Bronz | Nemzeti válogatott Ann-Cathrin Eriksen Birgitte Sættem Cecilie Leganger Elisabeth Hilmo Else-Marthe Sørlie Lybekk Heidi Tjugum Jeanette Nilsen Kjersti Grini Kristine Duvholt Marianne Rokne Mia Hundvin Monica Sandve Susann Goksør-Bjerkrheim Tonje Larsen Trine Haltvik                | Kézilabda     | Női                        |
| Bronz | Herman Horn Johannessen Paul Davis Espen Stokkeland | Vitorlázás    | Soling                     |
| Bronz | Harald Stenvaag | Sportlövészet | Férfi sportpuska összetett |

## Atlétika
Férfi
| Versenyző      | Versenyszám    | Előfutam | Előfutam | Előfutam | Negyeddöntő | Negyeddöntő | Negyeddöntő | Elődöntő | Elődöntő | Elődöntő | Döntő   | Döntő    |
| Versenyző      | Versenyszám    | Idő      | Hely.    | Össz.    | Idő         | Hely.       | Össz.       | Idő      | Hely.    | Össz.    | Idő     | Helyezés |
| -------------- | -------------- | -------- | -------- | -------- | ----------- | ----------- | ----------- | -------- | -------- | -------- | ------- | -------- |
| Geir Moen      | 200 m          | 20,76    | 4.       | 17.*     | 20,65       | 6.          | 21.         | kiesett  | kiesett  | kiesett  | kiesett | kiesett  |
| John Ertzgaard | 200 m          | 21,00    | 4.       | 39.**    | kiesett     | kiesett     | kiesett     | kiesett  | kiesett  | kiesett  | kiesett | kiesett  |
| Vebjørn Rodal  | 800 m          | 1:46,76  | 2.       | 11.      |             |             |             | 1:48,73  | 7.       | 22.      | kiesett | kiesett  |
| Marius Bakken  | 5000 m         | 13:44,80 | 11.      | 25.      |             |             |             |          |          |          | kiesett | kiesett  |
| Jim Svenøy     | 3000 m akadály | 8:23,61  | 2.       | 6.       |             |             |             |          |          |          | 8:27,20 | 9.       |

| Versenyző         | Versenyszám   | Selejtező | Selejtező | Döntő    | Döntő    |
| Versenyző         | Versenyszám   | Eredmény  | Helyezés  | Eredmény | Helyezés |
| ----------------- | ------------- | --------- | --------- | -------- | -------- |
| Ketill Hanstveit  | Hármasugrás   | 16,75 m   | 13.       | kiesett  | kiesett  |
| Pål Arne Fagernes | Gerelyhajítás | 86,74 m   | 3.        | 83,04 m  | 9.       |

| Versenyző   | Versenyszám | 100 m | 100 m | Távolugrás | Távolugrás | Súlylökés | Súlylökés | Magasugrás       | Magasugrás       | 400 m         | 400 m         | 110 m gát     | 110 m gát     | Diszkoszvetés | Diszkoszvetés | Rúdugrás      | Rúdugrás      | Gerelyhajítás | Gerelyhajítás | 1500 m        | 1500 m        | Végeredmény   | Végeredmény   |
| Versenyző   | Versenyszám | Idő   | Pont  | Eredmény   | Pont       | Eredmény  | Pont      | Eredmény         | Pont             | Idő           | Pont          | Idő           | Pont          | Eredmény      | Pont          | Eredmény      | Pont          | Eredmény      | Pont          | Idő           | Pont          | Pont          | Helyezés      |
| ----------- | ----------- | ----- | ----- | ---------- | ---------- | --------- | --------- | ---------------- | ---------------- | ------------- | ------------- | ------------- | ------------- | ------------- | ------------- | ------------- | ------------- | ------------- | ------------- | ------------- | ------------- | ------------- | ------------- |
| Trond Høiby | Tízpróba    | 11,56 | 740   | 622 cm     | 635        | 14,03 m   | 730       | nem állt rajthoz | nem állt rajthoz | nem ért célba | nem ért célba | nem ért célba | nem ért célba | nem ért célba | nem ért célba | nem ért célba | nem ért célba | nem ért célba | nem ért célba | nem ért célba | nem ért célba | nem ért célba | nem ért célba |

Női
| Versenyző             | Versenyszám     | Előfutam      | Előfutam      | Előfutam      | Döntő   | Döntő    |
| Versenyző             | Versenyszám     | Idő           | Hely.         | Össz.         | Idő     | Helyezés |
| --------------------- | --------------- | ------------- | ------------- | ------------- | ------- | -------- |
| Gunhild Halle-Haugen  | 10 000 m        | nem ért célba | nem ért célba | nem ért célba | kiesett | kiesett  |
| Kjersti Tysse-Plätzer | 20 km gyaloglás |               |               |               | 1:29:33 |          |

| Versenyző       | Versenyszám   | Selejtező | Selejtező | Döntő    | Döntő    |
| Versenyző       | Versenyszám   | Eredmény  | Helyezés  | Eredmény | Helyezés |
| --------------- | ------------- | --------- | --------- | -------- | -------- |
| Hanne Haugland  | Magasugrás    | 189 cm    | 18.*      | kiesett  | kiesett  |
| Trine Hattestad | Gerelyhajítás | 65,44 m   | 3.        | 68,91    |          |

* - egy másik versenyzővel azonos eredményt ért el

## Birkózás
Kötöttfogású
| Versenyző   | Versenyszám | Csoportkör                                                                                           | Csoportkör | Negyeddöntő       | Elődöntő                   | Bronz- mérkőzés                | Döntő             | Helyezés  |
| Versenyző   | Versenyszám | Ellenfél Eredmény                                                                                    | Hely.      | Ellenfél Eredmény | Ellenfél Eredmény          | Ellenfél Eredmény              | Ellenfél Eredmény | Helyezés  |
| ----------- | ----------- | --- | ---------- | ----------------- | -------------------------- | ------------------------------ | ----------------- | --------- |
| Fritz Aanes | 85 kg       | 6. csoport · Gotcha Tsitsiashvili (ISR) · 7-2 · Yury Vitt (UZB) · 6-1 · Amor Bach Hanba (TUN) · 12-0 | 1.         | erőnyerő          | Bárdosi Sándor (HUN) · 4-1 | Muhran Vahtangadze (GEO) · 0-4 |                   | kizárták* |

* – Fritz Aanes eredetileg a 4. helyen végzett, de utólag kizárták.

## Evezés
Férfi
| Versenyző                                                  | Versenyszám              | Előfutam | Előfutam | Vigaszág | Vigaszág | Elődöntő | Elődöntő | Elődöntő | Döntő | Döntő   | Döntő | Helyezés |
| Versenyző                                                  | Versenyszám              | Idő      | Hely.    | Idő      | Hely.    | Típus    | Idő      | Hely.    | Típus | Idő     | Hely. | Helyezés |
| ---------------------------------------------------------- | ------------------------ | -------- | -------- | -------- | -------- | -------- | -------- | -------- | ----- | ------- | ----- | -------- |
| Olaf Tufte Fredrik Bekken                                  | Kétpárevezős             | 6:25,63  | 1.       |          |          | A/B      | 6:23,50  | 1.       | A     | 6:17,98 | 2.    |          |
| Kjetil Undset Sture Bjørvig Steffen Størseth Nito Simonsen | Kormányos nélküli négyes | 6:13,14  | 3.       |          |          | A/B      | 6:08,55  | 4.       | B     | 6:04,28 | 3.    | 9.       |

## Íjászat
Férfi
| Versenyző                                       | Versenyszám | Selejtező | Selejtező | 64-es főtábla                           | 32-es főtábla                         | Nyolcaddöntő                                                                                | Negyeddöntő       | Elődöntő          | Döntő             | Helyezés |
| Versenyző                                       | Versenyszám | Pont      | Kiemelt   | Ellenfél Eredmény                       | Ellenfél Eredmény                     | Ellenfél Eredmény                                                                           | Ellenfél Eredmény | Ellenfél Eredmény | Ellenfél Eredmény | Helyezés |
| ----------------------------------------------- | ----------- | --------- | --------- | --------------------------------------- | ------------------------------------- | ------------------------------------------------------------------------------------------- | ----------------- | ----------------- | ----------------- | -------- |
| Bård Nesteng                                    | Egyéni      | 613       | 45.       | Henk Vogels (NED) (20.) · 158-149       | Sébastien Flûte (FRA) (52.) · 148-160 | kiesett                                                                                     | kiesett           | kiesett           | kiesett           | 30.      |
| Lars Erik Humlekjær                             | Egyéni      | 613       | 46.       | Michele Frangilli (ITA) (19.) · 158-168 | kiesett                               | kiesett                                                                                     | kiesett           | kiesett           | kiesett           | 40.      |
| Martinius Grov                                  | Egyéni      | 613       | 47.       | Matteo Bisiani (ITA) (18.) · 158-166    | kiesett                               | kiesett                                                                                     | kiesett           | kiesett           | kiesett           | 41.      |
| Lars Erik Humlekjær Martinius Grov Bård Nesteng | Csapat      | 613       | 14.       |                                         |                                       | Kazahsztán (KAZ) · Sztanyiszlav Zabrodszkij · Alekszandr Li · Vagyim Sikarev (3.) · 241-246 | kiesett           | kiesett           | kiesett           | 10.      |

Női
| Versenyző       | Versenyszám | Selejtező | Selejtező | 64-es főtábla                 | 32-es főtábla     | Nyolcaddöntő      | Negyeddöntő       | Elődöntő          | Döntő             | Helyezés |
| Versenyző       | Versenyszám | Pont      | Kiemelt   | Ellenfél Eredmény             | Ellenfél Eredmény | Ellenfél Eredmény | Ellenfél Eredmény | Ellenfél Eredmény | Ellenfél Eredmény | Helyezés |
| --------------- | ----------- | --------- | --------- | ----------------------------- | ----------------- | ----------------- | ----------------- | ----------------- | ----------------- | -------- |
| Wenche-Lin Hess | Egyéni      | 613       | 51.       | He Ying (CHN) (14.) · 145-160 | kiesett           | kiesett           | kiesett           | kiesett           | kiesett           | 57.      |

## Kajak-kenu

### Síkvízi
Férfi
| Versenyző                              | Versenyszám         | Előfutam | Előfutam | Előfutam | Elődöntő | Elődöntő | Elődöntő | Döntő    | Döntő    |
| Versenyző                              | Versenyszám         | Idő      | Hely.    | Össz.    | Idő      | Hely.    | Össz.    | Idő      | Helyezés |
| -------------------------------------- | ------------------- | -------- | -------- | -------- | -------- | -------- | -------- | -------- | -------- |
| Knut Holmann                           | Kajak egyes 500 m   | 1:40,990 | 2.       | 5.       | 1:39,964 | 2.       | 2.       | 1:57,847 |          |
| Knut Holmann                           | Kajak egyes 1000 m  | 3:36,565 | 1.       | 4.       | 3:36,425 | 1.       | 1.       | 3:33,269 |          |
| Eirik Verås Larsen Nils Olav Fjeldheim | Kajak kettes 500 m  | 1:35,619 | 6.       | 18.      | 1:34,712 | 7.       | 15.      | kiesett  | kiesett  |
| Eirik Verås Larsen Nils Olav Fjeldheim | Kajak kettes 1000 m | 3:15,483 | 4.       | 6.       | 3:17,288 | 2.       | 2.       | 3:20,515 | 9.       |
| Christian Frederiksen                  | Kenu egyes 500 m    | 1:54,366 | 6.       | 13.      | 1:53,661 | 5.       | 5.       | kiesett  | kiesett  |
| Christian Frederiksen                  | Kenu egyes 1000 m   | 3:55,378 | 3.       | 4.       |          |          |          | 3:58,159 | 5.       |

## Kerékpározás

### Hegyi-kerékpározás
| Versenyző       | Versenyszám        | Idő                    | Helyezés      |
| --------------- | ------------------ | ---------------------- | ------------- |
| Tom Larsen      | Férfi terepverseny | 1 kör hátrány          | 35.           |
| Rune Høydahl    | Férfi terepverseny | nem ért célba          | nem ért célba |
| Ragnhild Kostøl | Női terepverseny   | 2:01:51,06 (+12:26,68) | 22.           |

### Országúti kerékpározás
Férfi
| Versenyző            | Versenyszám   | Idő                     | Helyezés      |
| -------------------- | ------------- | ----------------------- | ------------- |
| Bjørnar Vestøl       | Mezőnyverseny | 5:36:14 (+7:06)         | 78.           |
| Kurt Asle Arvesen    | Mezőnyverseny | nem ért célba           | nem ért célba |
| Svein Gaute Hølestøl | Mezőnyverseny | nem ért célba           | nem ért célba |
| Thor Hushovd         | Mezőnyverseny | nem ért célba           | nem ért célba |
| Thor Hushovd         | Időfutam      | 0:59:00,015 (+1:19,595) | 7.            |

Női
| Versenyző           | Versenyszám   | Idő                     | Helyezés |
| ------------------- | ------------- | ----------------------- | -------- |
| Monica Valvik-Valen | Mezőnyverseny | 3:08:02 (+1:31)         | 29.      |
| Ingunn Bollerud     | Mezőnyverseny | 3:10:33 (+4:02)         | 35.      |
| Solrun Flatås       | Mezőnyverseny | 3:11:04 (+4:33)         | 38.      |
| Solrun Flatås       | Időfutam      | 0:45:01,575 (+3:00,794) | 20.      |

## Kézilabda

### Női
| Norvég női kézilabdacsapat-játékoskeret | Norvég női kézilabdacsapat-játékoskeret                                                                                     |
| --- | --- |
| - Ann-Cathrin Eriksen - Birgitte Sættem - Cecilie Leganger - Elisabeth Hilmo - Else-Marthe Sørlie Lybekk - Heidi Tjugum - Jeanette Nilsen - Kjersti Grini | - Kristine Duvholt - Marianne Rokne - Mia Hundvin - Monica Sandve - Susann Goksør-Bjerkrheim - Tonje Larsen - Trine Haltvik |

#### Eredmények
Csoportkör
B csoport
| Csapat           | M | Gy | D | V | G+  | G–  | Gk  | P |
| ---------------- | - | -- | - | - | --- | --- | --- | - |
| Norvégia (NOR)   | 4 | 4  | 0 | 0 | 101 | 72  | +29 | 8 |
| Dánia (DEN)      | 4 | 3  | 0 | 1 | 124 | 83  | +41 | 6 |
| Ausztria (AUT)   | 4 | 2  | 0 | 2 | 131 | 90  | +41 | 4 |
| Brazília (BRA)   | 4 | 1  | 0 | 3 | 100 | 133 | –33 | 2 |
| Ausztrália (AUS) | 4 | 0  | 0 | 4 | 59  | 137 | –78 | 0 |

| 2000. szeptember 17. 16:30 | Dánia (DEN)    | 17–19  | Norvégia (NOR)             | Játékvezetők: Francois Garcia, Jean-Pierre Moreno (FRA) |
| 2000. szeptember 17. 16:30 | négy játékos 3 | (7–10) | Grini, Goksør-Bjerkrheim 4 | Játékvezetők: Francois Garcia, Jean-Pierre Moreno (FRA) |
| 2000. szeptember 17. 16:30 | 4× 3×          |        | 2× 3×                      | Játékvezetők: Francois Garcia, Jean-Pierre Moreno (FRA) |

| 2000. szeptember 19. 14:30 | Norvégia (NOR) | 28–18   | Ausztrália (AUS)     | Játékvezetők: Yasser Salim Aly Aly, Hassan Hassan Aly Hassan (EGY) |
| 2000. szeptember 19. 14:30 | Grini 13       | (12–11) | Shinfield, Boulton 4 | Játékvezetők: Yasser Salim Aly Aly, Hassan Hassan Aly Hassan (EGY) |
| 2000. szeptember 19. 14:30 | 4× 3×          |         | 4× 3×                | Játékvezetők: Yasser Salim Aly Aly, Hassan Hassan Aly Hassan (EGY) |

| 2000. szeptember 23. 16:30 | Brazília (BRA) | 16–30  | Norvégia (NOR) | Játékvezetők: Hyung-Kyun Chung, Kyu Ha Lim (KOR) |
| 2000. szeptember 23. 16:30 | S. Oliveira 4  | (7–18) | Grini 7        | Játékvezetők: Hyung-Kyun Chung, Kyu Ha Lim (KOR) |
| 2000. szeptember 23. 16:30 | 5× 2×          |        | 1× 3×          | Játékvezetők: Hyung-Kyun Chung, Kyu Ha Lim (KOR) |

| 2000. szeptember 25. 19:30 | Norvégia (NOR) | 24–21  | Ausztria (AUT) | Játékvezetők: Ramon Gallego Santos, Victor Pedro Lamas Perez (ESP) |
| 2000. szeptember 25. 19:30 | Grini 8        | (12–7) | Fridrikas 8    | Játékvezetők: Ramon Gallego Santos, Victor Pedro Lamas Perez (ESP) |
| 2000. szeptember 25. 19:30 | 5× 4×          |        | 3× 4×          | Játékvezetők: Ramon Gallego Santos, Victor Pedro Lamas Perez (ESP) |

Negyeddöntő
| 2000. szeptember 28. 21:30 | Norvégia (NOR) | 28–16  | Románia (ROU) | Játékvezetők: Marjan Nachevski, Dragan Nachevski (MKD) |
| 2000. szeptember 28. 21:30 | Grini 9        | (12–8) | Tănaşe 4      | Játékvezetők: Marjan Nachevski, Dragan Nachevski (MKD) |
| 2000. szeptember 28. 21:30 | 5× 3×          |        | 5× 3×         | Játékvezetők: Marjan Nachevski, Dragan Nachevski (MKD) |

Elődöntő
| 2000. szeptember 29. 21:30 | Magyarország (HUN) | 28–23   | Norvégia (NOR) | Játékvezetők: Leon Kalin, Enes Koric (SLO) |
| 2000. szeptember 29. 21:30 | Radulovics 10      | (16–10) | Grini 13       | Játékvezetők: Leon Kalin, Enes Koric (SLO) |
| 2000. szeptember 29. 21:30 | 1× 3×              |         | 3× 3×          | Játékvezetők: Leon Kalin, Enes Koric (SLO) |

A 3. helyért
| 2000. október 1. 14:30 | Dél-Korea (KOR) | 21–22   | Norvégia (NOR) | Játékvezetők: Dragan Nacsevszki, Marjan Nacsevszki (MKD) |
| 2000. október 1. 14:30 | O Szongok 7     | (13–12) | Grini 7        | Játékvezetők: Dragan Nacsevszki, Marjan Nacsevszki (MKD) |
| 2000. október 1. 14:30 | 6× 4× 1×        |         | 3× 1×          | Játékvezetők: Dragan Nacsevszki, Marjan Nacsevszki (MKD) |

| Csapat         | Helyezés |
| -------------- | -------- |
| Norvégia (NOR) |          |

## Labdarúgás

### Női
| Norvég női labdarúgócsapat-játékoskeret | Norvég női labdarúgócsapat-játékoskeret                                                                                     |
| --- | --- |
| - Kristin Bekkevold - Christine Bøe Jensen - Gro Espeseth - Ragnhild Gulbrandsen - Solveig Gulbrandsen - Margunn Haugenes - Silje Jørgensen - Monica Knudsen - Gøril Kringen | - Unni Lehn - Dagny Mellgren - Bente Nordby - Marianne Pettersen - Anita Rapp - Hege Riise - Brit Sandaune - Anne Tønnessen |

#### Eredmények
Csoportkör
| Csapat                 | M | Gy | D | V | Rg | Kg | Gk | P |
| ---------------------- | - | -- | - | - | -- | -- | -- | - |
| Egyesült Államok (USA) | 3 | 2  | 1 | 0 | 6  | 2  | +4 | 7 |
| Norvégia (NOR)         | 3 | 2  | 0 | 1 | 5  | 4  | +1 | 6 |
| Kína (CHN)             | 3 | 1  | 1 | 1 | 5  | 4  | +1 | 4 |
| Nigéria (NGR)          | 3 | 0  | 0 | 3 | 3  | 9  | –6 | 0 |

| 2000. szeptember 14. 17:30 |

| Egyesült Államok (USA) | 2–0               | Norvégia (NOR) |
| ---------------------- | ----------------- | -------------- |
| Milbrett 18' Hamm 24'  | (2–0) Jegyzőkönyv |                |

| Melbourne Cricket Ground, Melbourne Nézőszám: 16 043 Játékvezető: Im Eun Ju (dél-koreai) |

| 2000. szeptember 17. 17:30 |

| Norvégia (NOR)                                    | 3–1               | Nigéria (NGR) |
| ------------------------------------------------- | ----------------- | ------------- |
| Mellgren 22' Riise 62' (11-esből) Pettersen 90+3' | (1–0) Jegyzőkönyv | Akide 78'     |

| Bruce Stadium, Canberra Nézőszám: 9150 Játékvezető: Tammy Ogston (ausztrál) |

| 2000. szeptember 20. 17:30 |

| Norvégia (NOR)             | 2–1               | Kína (CHN)          |
| -------------------------- | ----------------- | ------------------- |
| Pettersen 55' Haugenes 78' | (0–0) Jegyzőkönyv | Szun 75' (11-esből) |

| Bruce Stadium, Canberra Nézőszám: 11 532 Játékvezető: Sonia Denoncourt (kanadai) |

Elődöntő
| 2000. szeptember 24. 17:30 |

| Németország (GER) | 0–1               | Norvégia (NOR)         |
| ----------------- | ----------------- | ---------------------- |
|                   | (0–0) Jegyzőkönyv | Wunderlich 80' (öngól) |

| Sydney Football Stadium, Sydney Nézőszám: 16 710 Játékvezető: Im Eun Ju (dél-koreai) |

Döntő
| 2000. szeptember 28. 17:00 |

| Norvégia (NOR)                             | 3–2 (h. u.)                 | Egyesült Államok (USA) |
| ------------------------------------------ | --------------------------- | ---------------------- |
| Espeseth 44' Gulbrandsen 78' Mellgren 102' | (1–1, 2–2, 3–2) Jegyzőkönyv | Milbrett 5' 90+2'      |

| Sydney Football Stadium, Sydney Nézőszám: 22 848 Játékvezető: Sonia Denoncourt (kanadai) |

| Csapat         | Helyezés |
| -------------- | -------- |
| Norvégia (NOR) |          |

## Röplabda

### Strandröplabda

#### Férfi
| Versenyző                       | 1. forduló                                            | Reményág                                               | Reményág          | Nyolcaddöntő                                                    | Negyeddöntő       | Elődöntő          | Döntő             | Helyezés |
| Versenyző                       | 1. forduló                                            | 1. forduló                                             | 2. forduló        | Nyolcaddöntő                                                    | Negyeddöntő       | Elődöntő          | Döntő             | Helyezés |
| Versenyző                       | Ellenfél Eredmény                                     | Ellenfél Eredmény                                      | Ellenfél Eredmény | Ellenfél Eredmény                                               | Ellenfél Eredmény | Ellenfél Eredmény | Ellenfél Eredmény | Helyezés |
| ------------------------------- | ----------------------------------------------------- | ------------------------------------------------------ | ----------------- | --------------------------------------------------------------- | ----------------- | ----------------- | ----------------- | -------- |
| Jørre Kjemperud Vegard Høidalen | Ausztria (AUT) · Nikolas Berger · Oliver Stamm · 15-6 |                                                        |                   | Egyesült Államok (USA) · Dain Blanton · Eric Fonoimoana · 13-15 | kiesett           | kiesett           | kiesett           | 9.       |
| Jan Kvalheim Bjørn Maaseide     | Portugália (POR) · Joao Brenha · Miguel Maia · 10-15  | Ausztrália (AUS) · Julien Prosser · Leo Zahner · 12-15 | kiesett           | kiesett                                                         | kiesett           | kiesett           | kiesett           | 19.      |

## Sportlövészet
Férfi
| Versenyző            | Versenyszám           | Selejtező | Selejtező | Döntő   | Döntő    |
| Versenyző            | Versenyszám           | Pont      | Helyezés  | Pont    | Helyezés |
| -------------------- | --------------------- | --------- | --------- | ------- | -------- |
| Leif Steinar Rolland | Légpuska              | 592       | 6.        | 692,2   | 7.       |
| Espen Berg-Knutsen   | Légpuska              | 585       | 34.**     | kiesett | kiesett  |
| Espen Berg-Knutsen   | Sportpuska, fekvő     | 593       | 19.***    | kiesett | kiesett  |
| Espen Berg-Knutsen   | Sportpuska, összetett | 1162      | 12.**     | kiesett | kiesett  |
| Harald Stenvaag      | Sportpuska, összetett | 1175      | 2.        | 1,268,6 |          |
| Harald Stenvaag      | Sportpuska, fekvő     | 594       | 13.***    | kiesett | kiesett  |
| Harald Jensen        | Skeet                 | 119       | 23.****   | kiesett | kiesett  |

Női
| Versenyző    | Versenyszám           | Selejtező | Selejtező | Döntő   | Döntő    |
| Versenyző    | Versenyszám           | Pont      | Helyezés  | Pont    | Helyezés |
| ------------ | --------------------- | --------- | --------- | ------- | -------- |
| Lindy Hansen | Légpuska              | 393       | 9.***     | kiesett | kiesett  |
| Lindy Hansen | Sportpuska, összetett | 579       | 9.*       | kiesett | kiesett  |

* - egy másik versenyzővel azonos eredményt ért el

** - két másik versenyzővel azonos eredményt ért el

*** - öt másik versenyzővel azonos eredményt ért el

**** - nyolc másik versenyzővel azonos eredményt ért el

## Taekwondo
Női
| Versenyző       | Versenyszám | Selejtező         | Negyeddöntő                | Elődöntő                    | Vigaszág negyeddöntő | Vigaszág elődöntő | Bronz- mérkőzés   | Döntő                | Helyezés |
| Versenyző       | Versenyszám | Ellenfél Eredmény | Ellenfél Eredmény          | Ellenfél Eredmény           | Ellenfél Eredmény    | Ellenfél Eredmény | Ellenfél Eredmény | Ellenfél Eredmény    | Helyezés |
| --------------- | ----------- | ----------------- | -------------------------- | --------------------------- | -------------------- | ----------------- | ----------------- | -------------------- | -------- |
| Trude Gundersen | Váltósúly   | erőnyerő          | Okamoto Joriko (JPN) · 7-4 | Sarah Stevenson (GBR) · 2-2 |                      |                   |                   | I Szonhi (KOR) · 3-6 |          |

## Tenisz
Férfi
| Versenyző      | Versenyszám | 64-es főtábla                        | 32-es főtábla     | Nyolcaddöntő      | Negyeddöntő       | Elődöntő          | Bronz- mérkőzés   | Döntő             | Helyezés |
| Versenyző      | Versenyszám | Ellenfél Eredmény                    | Ellenfél Eredmény | Ellenfél Eredmény | Ellenfél Eredmény | Ellenfél Eredmény | Ellenfél Eredmény | Ellenfél Eredmény | Helyezés |
| -------------- | ----------- | ------------------------------------ | ----------------- | ----------------- | ----------------- | ----------------- | ----------------- | ----------------- | -------- |
| Christian Ruud | Egyes       | Andreas Vinciguerra (SWE) · 2–6, 4–6 | kiesett           | kiesett           | kiesett           | kiesett           | kiesett           | kiesett           | 33.      |

## Torna
Férfi
| Versenyző        | Versenyszám      | Selejtező | Selejtező | Döntő    | Döntő    |
| Versenyző        | Versenyszám      | Pontszám  | Helyezés  | Pontszám | Helyezés |
| ---------------- | ---------------- | --------- | --------- | -------- | -------- |
| Flemming Solberg | Talaj            | 8,300     | 69.       | kiesett  | kiesett  |
| Flemming Solberg | Ugrás            | 9,400     | 36.       | kiesett  | kiesett  |
| Flemming Solberg | Korlát           | 9,325     | 42.       | kiesett  | kiesett  |
| Flemming Solberg | Nyújtó           | 9,450     | 51.       | kiesett  | kiesett  |
| Flemming Solberg | Gyűrű            | 8,625     | 70.       | kiesett  | kiesett  |
| Flemming Solberg | Lólengés         | 8,875     | 67.*      | kiesett  | kiesett  |
| Flemming Solberg | Egyéni összetett | 53,975    | 46.       | kiesett  | kiesett  |

* - egy másik versenyzővel azonos eredményt ért el

## Vitorlázás
Női
| Versenyző                    | Versenyszám    | Futam  | Futam | Futam | Futam  | Futam | Futam | Futam | Futam | Futam | Futam | Futam | Pontszám | Helyezés |
| Versenyző                    | Versenyszám    | 1      | 2     | 3     | 4      | 5     | 6     | 7     | 8     | 9     | 10    | 11    | Pontszám | Helyezés |
| ---------------------------- | -------------- | ------ | ----- | ----- | ------ | ----- | ----- | ----- | ----- | ----- | ----- | ----- | -------- | -------- |
| Siren Sundby                 | Europe         | 7      | 10    | 12    | (23)   | 16    | 21    | (28*) | 10    | 23    | 22    | 10    | 131,0    | 19.      |
| Carolina Toll Jeanette Lunde | 470-es osztály | (17,0) | 9,0   | 7,0   | (17,0) | 17,0  | 11,0  | 7,0   | 17,0  | 8,0   | 13,0  | 16,0  | 105,0    | 16.      |

Nyílt
| Versenyző                         | Versenyszám        | Futam | Futam | Futam | Futam | Futam | Futam | Futam | Futam | Futam | Futam | Futam | Futam | Futam | Futam | Futam | Futam | Pontszám | Helyezés |
| Versenyző                         | Versenyszám        | 1     | 2     | 3     | 4     | 5     | 6     | 7     | 8     | 9     | 10    | 11    | 12    | 13    | 14    | 15    | 16    | Pontszám | Helyezés |
| --------------------------------- | ------------------ | ----- | ----- | ----- | ----- | ----- | ----- | ----- | ----- | ----- | ----- | ----- | ----- | ----- | ----- | ----- | ----- | -------- | -------- |
| Peer Moberg                       | Laser              | 12    | 7     | 11    | (32)  | 7     | 6     | (24)  | 4     | 10    | 22    | 15    |       |       |       |       |       | 94,0     | 10.      |
| Christoffer Sundby Vegard Arnhoff | Könnyű 49-es dingi | 16    | (17)  | (18)  | 2     | 2     | 10    | 14    | 7     | 10    | 16    | 10    | 13    | 6     | (17)  | 5     | 14    | 142,0    | 13.      |

* - nem ért célba
| Versenyző                                           | Versenyszám | Futam | Futam | Futam | Futam | Futam | Futam  | Futam | Futam | 1. forduló | 1. forduló | 2. forduló | 2. forduló | Negyeddöntő | Negyeddöntő | Elődöntő          | Elődöntő | Döntő                                 | Helyezés |
| Versenyző                                           | Versenyszám | 1     | 2     | 3     | 4     | 5     | 6      | Pont  | Hely. | Gy–V       | Hely.      | Gy–V       | Hely.      | Gy–V        | Hely.       | Gy–V              | Hely.    | Gy–V                                  | Helyezés |
| --------------------------------------------------- | ----------- | ----- | ----- | ----- | ----- | ----- | ------ | ----- | ----- | ---------- | ---------- | ---------- | ---------- | ----------- | ----------- | ----------------- | -------- | ------------------------------------- | -------- |
| Herman Horn Johannessen Paul Davis Espen Stokkeland | Soling      | 5     | 2     | 1     | 3     | 5     | (17**) | 16    | 1.    |            |            |            |            | 2–3         | 4.          | Dánia (DEN) · 1–3 | 2.       | Bronzmérkőzés · Hollandia (NED) · 3–1 |          |

** - nem indult

## Vívás
Női
| Versenyző                                     | Versenyszám       | Selejtező                       | 32-es főtábla                 | Nyolcaddöntő      | Negyeddöntő                                                              | Elődöntő                                                                                  | Bronz- mérkőzés                                                                     | Döntő             | Helyezés |
| Versenyző                                     | Versenyszám       | Ellenfél Eredmény               | Ellenfél Eredmény             | Ellenfél Eredmény | Ellenfél Eredmény                                                        | Ellenfél Eredmény                                                                         | Ellenfél Eredmény                                                                   | Ellenfél Eredmény | Helyezés |
| --------------------------------------------- | ----------------- | ------------------------------- | ----------------------------- | ----------------- | ------------------------------------------------------------------------ | ----------------------------------------------------------------------------------------- | ----------------------------------------------------------------------------------- | ----------------- | -------- |
| Ragnhild Andenæs                              | Párbajtőr, egyéni | erőnyerő                        | Claudia Bokel (GER) · 10-15   | kiesett           | kiesett                                                                  | kiesett                                                                                   | kiesett                                                                             | kiesett           | 24.      |
| Margrete Mørch                                | Párbajtőr, egyéni | erőnyerő                        | Diana Romagnoli (SUI) · 13-15 | kiesett           | kiesett                                                                  | kiesett                                                                                   | kiesett                                                                             | kiesett           | 26.      |
| Silvia Lesoil                                 | Párbajtőr, egyéni | Tamara Savić-Šotra (SCG) · 8-15 | kiesett                       | kiesett           | kiesett                                                                  | kiesett                                                                                   | kiesett                                                                             | kiesett           | 33.      |
| Margrete Mørch Ragnhild Andenæs Silvia Lesoil | Párbajtőr, csapat |                                 |                               |                   | Magyarország (HUN) · Nagy Tímea · Mincza Ildikó · Szalay Gyöngyi · 32-45 | Az 5–8. helyért · Németország (GER) · Katja Nass · Imke Duplitzer · Claudia Bokel · 39-45 | A 7. helyért · Kuba (CUB) · Tamara Esteri · Zuleydis Ortíz · Mirayda García · 32-45 |                   | 8.       |